# Back in the Streets
Back in the Streets es el EP debut de la banda estadounidense de hard rock y heavy metal Dokken, publicado en 1979 de manera independiente y sin el consentimiento de la banda, ya que de acuerdo con el cantante Don Dokken era una maqueta al cual le robaron.
De los cuatro miembros que aparecen en la portada del disco, Don Dokken fue el único que verdaderamente participó en la grabación. Entre los tres restantes aparece el baterista Gary Holland conocido por su trabajo en Great White y el guitarrista Greg Leon conocido por su carrera en solitario, ambos exmiembros de la banda.
Las dos últimas canciones fueron grabadas en vivo en el Sounds Music Club de Los Ángeles en octubre del mismo año, siendo incluidas solo en la reedición de 1989 por el sello Repertoire.

## Lista de canciones
| N.º | Título                | Escritor(es)         | Duración |  |
| 1.  | «Back in the Streets» | Dokken, Lynch        | 3:15     |  |
| 2.  | «Felony»              | Dokken, Lynch, Brown | 2:45     |  |
| 3.  | «Day After Day»       | Dokken, Lynch        | 5:35     |  |
| 4.  | «We're Going Wrong»   | Dokken, Lynch        | 3:35     |  |

| Pistas adicionales en reedición de 1989 |                      |                      |          |  |
| N.º                                     | Título               | Escritor(es)         | Duración |  |
| 5.                                      | «Liar» (en vivo)     | Dokken               | 3:45     |  |
| 6.                                      | «Prisoner» (en vivo) | Lynch, Brown, Pilson | 6:45     |  |

## Músicos
- Don Dokken: voz y guitarra rítmica
- George Lynch: guitarra líder
- Juan Croucier: bajo
- Mick Brown: batería